# Dean und Dan Caten

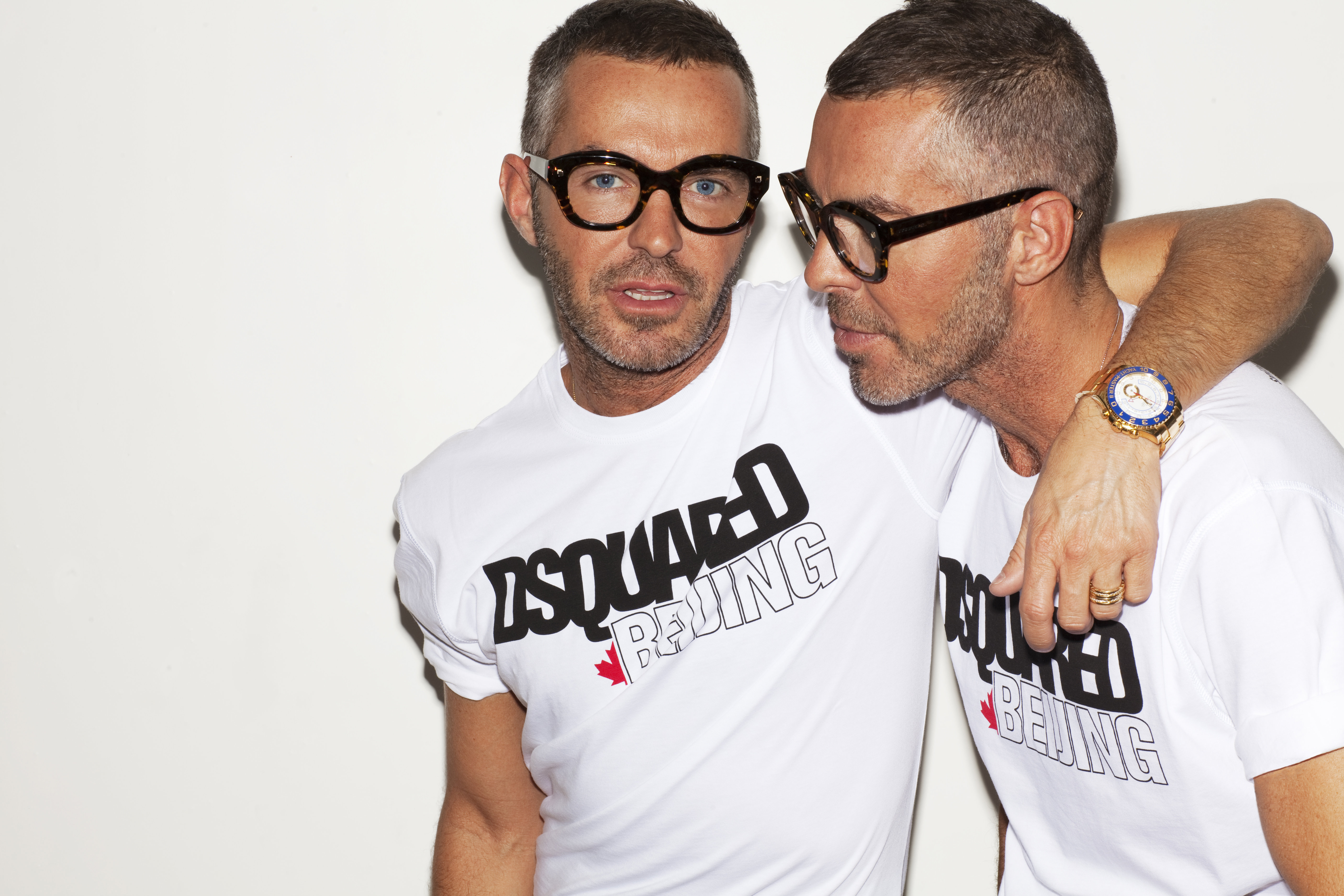
Dean und Dan Caten (2011)

Dean und Dan Caten (* 1964 in Toronto, Ontario als Dean und Dan Catenacci) sind kanadische Zwillinge, die als Modedesigner mit ihrer Modemarke Dsquared2 international bekannt wurden. 
Der Name ihres Unternehmens (dt. D hoch zwei) leitet sich von dem Anfangsbuchstaben ihrer Vornamen ab. Das als Herrenmodemarke 1994 in Mailand gegründete Unternehmen bietet seit 2002 auch hochpreisige Damen- und seit 2013 ebenso Kinderbekleidung an. Über ein internationales Netzwerk von eigenen Boutiquen und den gehobenen Fachhandel werden zudem Accessoires und Parfüm vertrieben. Seit 2002 besteht eine Lizenzvereinbarung mit der Produktionsgesellschaft der italienischen Modemarke Diesel, Staff International, bezüglich der Herstellung und des weltweiten Vertriebs der Dsquared2-Modelinien. Das Unternehmenslogo ist in Anlehnung an die Flagge Kanadas ein stilisiertes Ahornblatt.

## Leben
Die Zwillinge sind Kinder italienischer Eltern und wuchsen in ihrer Geburtsstadt Toronto im Stadtviertel Willowdale auf. 1983 gingen die beiden nach New York City auf die Parsons The New School for Design. 1991 zogen sie gemeinsam nach Italien und zeigten 1994 ihre erste eigene Herrenkollektion. Bekannter wurde ihr Label Dsquared2 2002, als sie die Bühnenoutfits für Madonnas Cowboy-Tournee entwarfen. Daraufhin kreierten Dan und Dean auch Damenkollektionen. Seit Januar 2014 bringen die beiden eine Kinderkollektion auf den Markt. Die Zwillinge leben in London.

## Kollektionen
Dean und Dan präsentieren sehr experimentelle Entwürfe, weswegen sie auch oft ausgefallene Bühnenoutfits für Künstler wie Britney Spears oder Bill Kaulitz von Tokio Hotel entwerfen. Für ihre Kollektionen haben sie bereits 2003 den GQ Men of the Year Breakout Design Award und 2006 den Golden Needle Award gewonnen. Ihre Kollektionen sind im Internet und in Geschäften weltweit erhältlich.

## Unternehmen
Die Marke Dsquared erwirtschaftete 2013 laut Firmenangaben Erlöse von 195 Mio. Euro. 25 % am Umsatz entfielen auf Taschen und Accessoires, den Rest machen Bekleidung, Sonnenbrillen und Parfums aus. Im Jahr 2014 möchte die Marke insgesamt 20 Exklusivgeschäfte eröffnen, mit besonderem Fokus auf die USA.